# Республиканская партия (Польша)
Республиканская партия (Республиканцы) (пол. Partia Republikańska, (Republikanie))  – польская правая политическая партия, основанная в 2021 году членами объединения «Республиканцы».

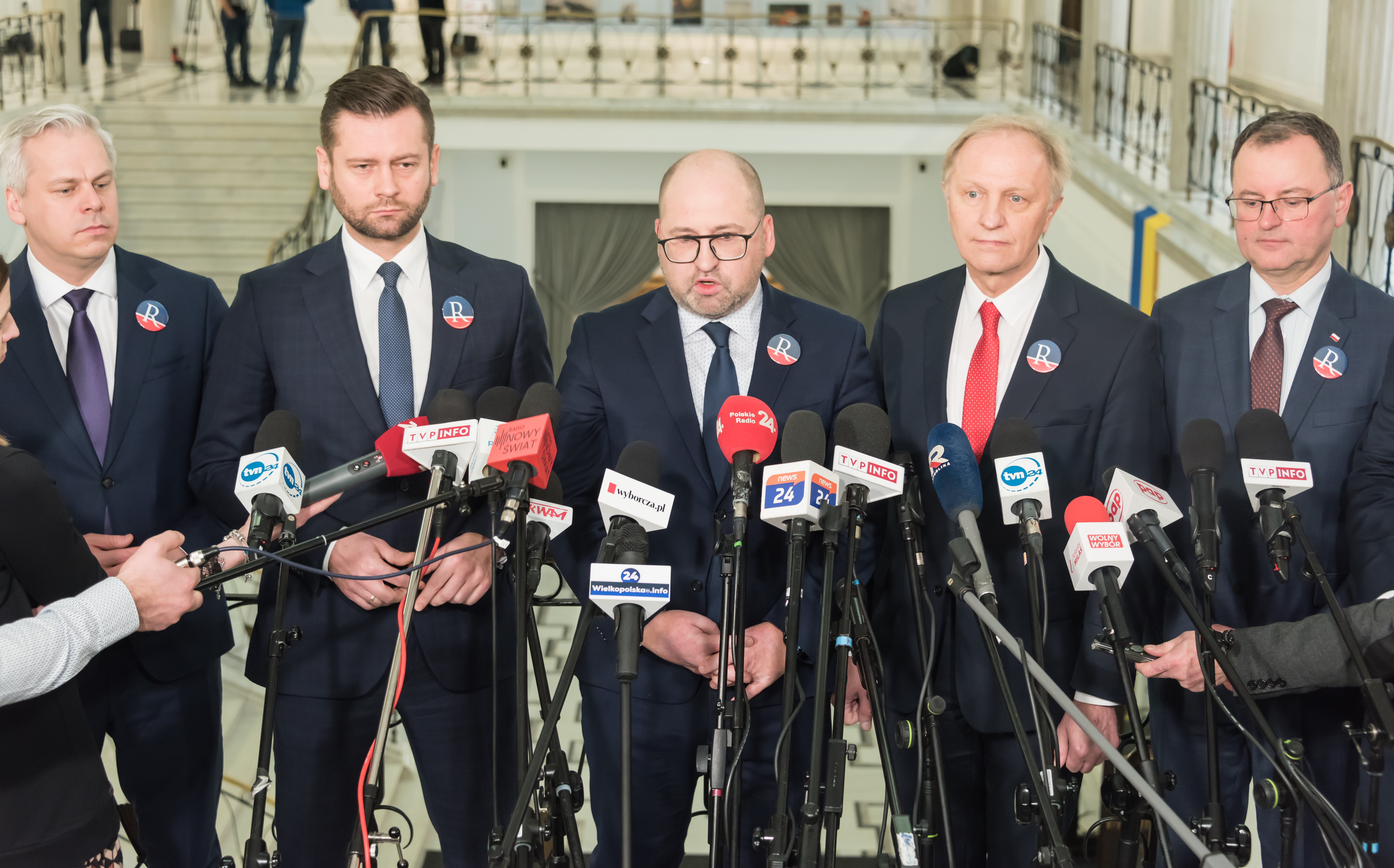
Пресс-конференция членов Республиканской партии в Сейме

## История
Идея о создании Республиканской партии появилась в начале 2021 года, когда в партии «Согласие» произошёл конфликт между председателем Ярославом Говином и депутатом Европарламента Адамом Беланом. Члены партии, поддержавшие Белана, объявили о создании отдельной от «Согласия» депутатской группы в Сейме, а затем и о новой политической партии. 20 июня 2021 года состоялся первый съезд партии. Почётными гостями на нём были, среди прочего, председатель партии «Право и справедливость» Ярослав Качиньский, председатель Федерации Республики Польша Марек Якубяк и лидер движения «Центр для Польши» Лукаш Мейза.
12 сентября состоялся новый партийный съезд, на котором были Адам Белан был избран председателем партии. В октябре 2021 года члены партии Камиль Бортничук и Лукаш Мейза были назначены в правительство Матеуша Моравецкого министром спорта и туризма и заместителем министра спорта и туризма соответственно. 30 ноября того же года члены Республиканской партии заняли должности заместителей воевод Варммньско-Мазурского и Подляского.
На парламентских выборах 2023 года партия получила 4 места в Сейме.
16 декабря 2023 года Республиканская партия была распущена, а её члены вошли в партию «Право и справедливость».

## Программа
Программа Республиканской партии основывается на принципах республиканизма и консерватизма, отвергая при этом идеи «левого коллективизма» и «либерального индивидуализма». Партия также призывает польское правительство культурно и экономически поддержать польскую диаспору, проживающую в странах бывшего восточного блока.
Республиканцы выступают за создание одномандатных избирательных округов и введения интернет-голосования, а также за укрепление системы прямой демократии. Также согласно программе, республиканцы выступают за понижение налогов и упрощение налоговой системы. Партия также выступает за сокращение числа должностей в правительстве.
Семейная политика партии включает в себя введение двухлетнего оплачиваемого отпуска по беременности и родам и увеличение налоговых льгот на детей. Партия поддерживает ликвидацию Института социального страхования и Сельскохозяйственного фонда социального страхования.
Во внешней политике партия поддерживает членство Польши в Европейском союзе и НАТО.